# Všeň
Všeň là một làng thuộc huyện Semily, vùng Liberecký, Cộng hòa Séc.